# UFC on FX: Belfort vs. Bisping
O UFC on FX: Belfort vs. Bisping (também conhecido como UFC no Combate: Belfort x Bisping) foi um evento de MMA promovido pelo Ultimate Fighting Championship, o evento aconteceu no dia 19 de Janeiro de 2013 no Ginásio do Ibirapuera na cidade de São Paulo.
Esse foi o segundo evento do UFC que aconteceu em São Paulo, o primeiro foi o UFC Brasil em 1998.

## Background
O evento principal é esperado para ser entre o brasileiro Vitor Belfort e o inglês Michael Bisping. Onde o vencedor ficará mais perto da chance de disputar o Cinturão Peso Médio do UFC contra o campeão Anderson Silva.
O evento também é esperado para receber a estreia no UFC finalista do The Ultimate Fighter: Brasil Daniel Sarafian, que não lutou a final devido a lesão.
Iuri Alcântara era esperado para enfrentar o compatriota Johny Eduardo no evento, mais Alcântara teve seu adversário substituído e enfrentará o americano George Roop. Porém Roop se machucou e foi substituído por Pedro Nobre.
Thiago Bodão enfrentaria Michael Kuiper no evento, porém Bodão se machucou e foi substituído por Caio Magalhães. No entanto Magalhães também se lesionou e Kuiper então após ter dois adversários machucados, foi transferido para o UFC on Fox: Johnson vs. Dodson em 26 de Janeiro de 2013, seu adversário será Buddy Roberts. .
Justin Salas era esperado para enfrentar Edson Barboza neste evento, porém Salas foi obrigado a se retirar devido a uma lesão e foi substituído pelo estreante Lucas Mineiro.
Roger Hollett era esperado para enfrentar Wagner Prado no evento, porém foi obrigado a se retirar devido a uma ruptura no bíceps e foi substitído pelo estreante Ildemar Alcântara, que se juntará ao irmão Iuri Alcântara, que lutará no mesmo card. 

## Bônus da Noite
- Luta da Noite (Fight of the Night):  Daniel Sarafian vs.  C.B. Dollaway
- Finalização da Noite (Submission of the Night):  Ildemar Marajó
- Nocaute da Noite (Knockout of the Night):  Vitor Belfort